# Cabinet
Cabinet (.cab) — формат файлов архивов, применяющийся в операционных системах семейства Microsoft Windows. Формат поддерживает сжатие и цифровые подписи.
Используется в различных технологиях установщиков Microsoft:
- Setup API,
- Driver Package Installer,
- AdvPack, для установки компонентов ActiveX через Internet Explorer и Windows Installer.

Первоначально назывался Diamond.
Формат поддерживает хранение файлов без сжатия и три метода сжатия данных:
- Deflate, разработанный Филом Кацем, автором формата ZIP;
- Quantum, лицензированный Дэвидом Стаффордом (англ. David Stafford), автором архиватора Quantum;
- LZX, разработанный Джонатаном Форбсом (англ. Jonathan Forbes) и Томи Поутаненом (англ. Tomi Poutanen) и полученный Microsoft после того, как Джонатан Форбс присоединился к компании.

Расширение файлов .CAB также используется инсталляторами на базе InstallShield, однако структура файла отличается от описанного формата.